# Anomaloglossus shrevei
Espèce
Synonymes
- Prostherapis shrevei Rivero, 1961
- Colostethus shrevei (Rivero, 1961)

Statut de conservation UICN

 DD  : Données insuffisantes
Anomaloglossus shrevei est une espèce d'amphibiens de la famille des Aromobatidae.

## Répartition
Cette espèce est endémique de l'État d'Amazonas au Venezuela. Elle se rencontre entre 350 et 1 830 m d'altitude sur le mont Marahuaca et du Cerro Duida.

## Étymologie
Cette espèce est nommée en l'honneur de Benjamin Shreve. 

## Publication originale
- Rivero, 1961 : Salientia of Venezuela. Bulletin of the Museum of Comparative Zoology, vol. 126, p. 1-207 (texte intégral).